# Aeroportul Regional Stillwater
Aeroportul Regional Stillwater (IATA: SWO, ICAO: KSWO, FAA LID: SWO) este un aeroport din Comitatul Payne, Oklahoma, Oklahoma, Statele Unite ale Americii ce deservește zona Stillwater⁠(d). Aeroportul a fost tranzitat în 2019 de 59.322 de pasageri. A fost numit după zona deservită.
Situat la o altitudine de 305 m, aeroportul dispune de 2 piste.

## Infrastructură

### Piste
Aeroportul dispune de 2 piste. Pista 04/22 are suprafața de asfalt și dimensiunile 5.004 picioare × 75 picioare. Pista 17/35 are suprafața de beton și dimensiunile 7.401 picioare × 100 picioare. 